# Mailfence
Mailfence is een versleutelde e-mailservice die op OpenPGP gebaseerde eind-tot-eind-versleuteling en digitale handtekeningen biedt. Het werd in november 2013 gelanceerd door ContactOffice Group, die sinds 1999 een online samenwerkingspakket voor universiteiten en andere organisaties beheert.

## Geschiedenis
Medio 2013 is het Mailfence-project gestart door de oprichters van ContactOffice. In maart 2016 bracht het bedrijf de openbare BÈTA-versie van hun eind-tot-eind-versleuteling en digitale handtekeningen voor e-mails uit.

## Kenmerken
Mailfence biedt veilige e-mailfuncties, met andere functies zoals Agenda, Contacten, Documenten en Samenwerking.

### E-mail
De service ondersteunt POP / IMAP en Exchange ActiveSync evenals vanitydomein met SPF, DKIM, DMARC en catch-all-adresondersteuning. Gebruikers kunnen zowel eenvoudige als uitgebreide e-mails verzenden, berichten in mappen ordenen en/of ze met labels categoriseren, standaard handtekeningen voor berichten instellen, aliassen aanmaken en plus addressing gebruiken om filters toe te passen op inkomende berichten.

### Contacten
De contacten ondersteunen het importeren van data (CSV, vCard, LDIF), het exporteren van data (vCard, PDF) en zijn toegankelijk via CardDAV. Gebruikers organiseren ze met tags en kunnen ook contactlijsten aanmaken.

### Kalender
De agenda ondersteunt het importeren en exporteren van vCal/iCal en is toegankelijk via CalDAV. Gebruikers kunnen hun agenda met groepsleden delen en eveneens peilingen aanmaken.

### Documenten
De documenten zijn toegankelijk via WebDAV of kunnen online worden bewerkt. Gebruikers kunnen bestanden in mappen plaatsen en ze categoriseren met labels.

### Groepen
Door middel van groepen kunnen gebruikers mailboxen, documenten, contacten, agenda's delen en op een veilige manier direct chatten met groepsleden. Een groepsbeheerder beheert de toegangsrechten van groepsleden en kan ook een ander groepslid als co-admin of hoofdbeheerder aanstellen.

### Webgebaseerde clients
De webinterface wordt geleverd met een ingebouwde IMAP-, POP3-, CalDAV- en WebDAV-client. Gebruikers kunnen externe accounts toevoegen en deze centraal beheren in de webinterface.

### Gebruikersbeheer
Accounteigenaren kunnen gebruikers aanmaken en beheren via het beheerderpaneel.

## Server locatie
Aangezien de servers zich in België bevinden, vallen ze wettelijk buiten de Amerikaanse jurisdictie. Mailfence is daarom niet onderworpen aan de Amerikaanse gag-orders en NSL's, ondanks Uitleveringsverdragen met de Verenigde Staten. Volgens de Belgische wetgeving moeten alle nationale en internationale controleverzoeken om toezicht via een Belgische rechtbank lopen.

## Veiligheid en privacy
Naast conventionele beveiligings- en privacyfuncties, waaronder TFA, spambescherming, sender address blacklisting en whitelisting, biedt Mailfence de volgende functies:

### End-to-end encryptie
De service maakt gebruik van een open-source-implementatie van OpenPGP (RFC 4880). Persoonlijke sleutels worden gegenereerd in de clientbrowser, versleuteld (via AES256 ) met de wachtwoordzin van de gebruiker en vervolgens opgeslagen op de server. De server ziet nooit de wachtwoordzin van de gebruiker. De service ondersteunt ook eind-tot-eind-versleuteling met wachtwoorden met de mogelijkheid tot een verloopdatum van berichten.

### Digitale handtekeningen
De dienst biedt de keuze tussen "ondertekenen" of "ondertekenen en versleutelen" van een e-mailbericht met of zonder bijlagen.

### Geïntegreerde sleutelopslag
De service biedt een geïntegreerde Keystore om PGP-sleutels te beheren en vereist geen add-on / plug-in van derden. OpenPGP-sleutelparen kunnen worden gegenereerd, geïmporteerd of geëxporteerd. Openbare sleutels van andere gebruikers kunnen worden geïmporteerd via een bestand of in-line tekst of kunnen rechtstreeks worden gedownload van Public key servers.

### Volledige OpenPGP-interoperabiliteit
Gebruikers kunnen communiceren met elke OpenPGP-compatibele serviceprovider.

## Warrant Canary and Transparency report
De dienst houdt een up-to-date transparantieverslag en warrant canary bij.